# Tim Guénard
Tim Guénard (1958. augusztus 9. –) francia író, keresztény aktivista. 
Az Erősebb a gyűlöletnél (Plus fort que la haine) című, első könyvében írja le, hogy a bántalmazott gyerek, akiből bűnöző lett, hogyan szabadult meg végül a gyűlölettől. Ez a műve már több mint tíz nyelven megjelent.
Könyvének sikere óta sok helyen számtalanszor találkozott már fiatalokkal és kevésbé fiatalokkal, akiket megérintett sebzett gyerekkorának története.
Házas, családjával, négy gyermekével a Pireneusokban él, nehéz sorsú embereket fogad be házába. Rendszeresen hívják, hogy tévéműsorokban, rádióban beszéljen életéről, belső útjáról. Sok európai és Európán kívüli országba is meghívást kap, rendszeres felkéréseknek engedve sokat utazik, hogy tanúságot tegyen.

## Művei
- Plus fort que la haine, coll. Littérature Générale, éditions J'ai lu, 1999
- Le pardon qui désenchaîne, avec Michel & Véronique de Williencourt, coll. Paroles de vie, éditions du Livre Ouvert, 2002
- Tagueurs d'espérance, préface de Boris Cyrulnik, Presses de la Renaissance, 2002
- Quand le murmure devient cri, coll. Récits, éditions de la Loupe, 2006
- Prières glanées, Presses de la Renaissance, 2006
- Le combat de l'amour, coll. Paroles libres, éditions du Livre Ouvert, 2010

### Magyarul
- Erősebb a gyűlöletnél. Élettörténetem; ford. Mézner Mariann; Szent István Társulat, Bp., 2016 ISBN 9789632776033

## Film
- Michel Mangin, Tim Guénard, histoire d'un enfant perdu, dokumentumfilm DVD (52 perc) Serimage films, 1999

## Fordítás
- Ez a szócikk részben vagy egészben  a   Tim Guénard című francia Wikipédia-szócikk ezen változatának fordításán alapul.  Az eredeti cikk szerkesztőit annak laptörténete sorolja fel. Ez a jelzés csupán a megfogalmazás eredetét és a szerzői jogokat jelzi, nem szolgál a cikkben szereplő információk forrásmegjelöléseként.